# Chương Dương, Đông Hưng
Chương Dương là một xã cũ thuộc huyện Đông Hưng, tỉnh Thái Bình, Việt Nam.

## Địa lý
Xã Chương Dương nằm ở phía tây huyện Đông Hưng, thuộc hữu ngạn sông Tiên Hưng, có vị trí địa lý:
- Phía đông giáp xã Hợp Tiến và xã Minh Phú
- Phía tây giáp xã Liên Hoa và xã Thăng Long
- Phía nam giáp xã Minh Phú và Sông đào Sa Lung
- Phía bắc giáp xã Hợp Tiến và xã Lô Giang.

Xã Chương Dương có diện tích 3,72 km², dân số năm 2022 là 5.040 người, mật độ dân số đạt 1.354 người/km².

## Hành chính
Xã Chương Dương được chia thành 5 thôn: Cao Mỗ (xóm 1), Cao Mỗ Nam (xóm 2), Cao Mỗ Đông (xóm 3), Nam Lỗ (xóm 4), Sổ (xóm 5).

## Lịch sử
Ngày 28 tháng 9 năm 2024, Ủy ban Thường vụ Quốc hội ban hành Nghị quyết số 1201/NQ-UBTVQH15 về việc sắp xếp đơn vị hành chính cấp xã của tỉnh Thái Bình giai đoạn 2023 – 2025 (nghị quyết có hiệu lực từ ngày 1 tháng 11 năm 2024). Theo đó, thành lập xã Phong Dương Tiến trên cơ sở toàn bộ 3,72 km² diện tích tự nhiên và quy mô dân số là 5.040 người của xã Chương Dương.

## Giao thông
Xã Chương Dương có quốc lộ 39A chạy ngang qua theo hướng đông - tây.
Dọc theo hướng bắc - nam giữa xã là đường liên xã, xe tải 4 tấn lưu thông tốt.

## Danh nhân
Phạm Huy Đĩnh (1726–1775): Thiều quận công, làm quan thời chúa Trịnh Doanh, sau đó có nhiều công cùng với Hoàng Ngũ Phúc phò chúa Trịnh Sâm củng cố quyền lực, năm Kỷ Sửu (1769) bắt giết thái tử Lê Duy Vỹ và các đại thần liên quan là những người không được lòng chúa. Quê làng Cao Mỗ. Quần thể tượng voi đá, ngựa đá, tượng những người lính bằng đá tọa lạc trong sân thờ của ngôi đền thờ và lăng mộ ông ở làng Cao Mỗ là di tích quốc gia.